# Cornelis Hofstede de Groot
Cornelis Hofstede de Groot (Dwingeloo, 9 novembre 1863 – La Haye, 14 avril 1930) est un historien de l’art et collectionneur néerlandais, spécialiste de la peinture du siècle d’or, et de Rembrandt en particulier.
Il a entre autres dirigé et collaboré à la rédaction, en allemand, d’un important catalogue raisonné en dix volumes dans lequel sont répertoriées et décrites les œuvres attribuées alors (à la charnière entre les XIXe et XXe siècles) à quarante peintres néerlandais, dont Rembrandt, Vermeer et Frans Hals : Beschreibendes und kritisches Verzeichnis der Werke der hervorragendsten holländischen Maler des XVII. Jahrhunderts... (1907-1928). Il est également l’auteur de nombreux articles sur le sujet. Souvent consulté en sa qualité d’expert, sa réputation s’est vue ternie vers la fin de sa carrière par un procès relatif à un faux tableau de Frans Hals dont il avait certifié l’authenticité.
L’importante documentation qu’il avait rassemblée au cours de ses recherches constitue la base du Rijksbureau voor Kunsthistorische Documentatie, service de documentation spécialisé dans l’histoire de l’art et dont le siège se trouve à La Haye. Il avait également réuni une collection de peintures et de dessins qui, aujourd’hui, sont conservés dans différents musées des Pays-Bas, dont le Groninger Museum à Groningue.

## Biographie

### Jeunesse et formation
Cornelis Hofstede de Groot naît le 9 novembre 1863 dans la petite ville conservatrice de Dwingeloo, au sein d’une famille protestante plutôt austère. Il est le premier fils de Cornelis Philippus Hofstede de Groot (1829-1884) et de Catharina Dorothea Star Numan. Son père est pasteur et son grand-père paternel, déjà avant lui, avait été un théologien influent. Cet environnement familial explique sans doute la rigueur de caractère dont Cornelis Hofstede de Groot allait faire montre par la suite.
À partir de septembre 1876, il fréquente le gymnasium de Kampen. Deux ans plus tard, la famille – qui en peu de temps s’est fortement agrandie – déménage dans la ville universitaire de Groningue, où le père a été nommé professeur de théologie et où le jeune Cornelis est amené à poursuivre ses études. On s'aperçoit peu après que ce dernier souffre de problèmes respiratoires ; il est dès lors emmené en cure dans le sud-ouest de la France, à Arcachon. Là, il fréquente le lycée Saint-Elme. Par la suite, l’occasion lui est donnée de visiter plusieurs villes d’Allemagne, et c'est à Cobourg qu'il passe ses examens de fin d'études. Ce sont en grande partie ces voyages qui décident de sa vocation.
Il décide d'entamer des études d’histoire de l’art à Leipzig, où il a pour professeur Anton Heinrich Springer (1825-1891). En 1884, cependant, la mort, survenue brutalement, de son père l’oblige à retourner à Groningue, où il est orienté vers des études littéraires, car sa famille juge que l'histoire de l'art est une branche peu sûre pour son avenir. Il obtient une licence à Leyde. En 1889, alors qu’il est âgé de 26 ans, il revient à Leipzig pour y reprendre les études qu’il avait été contraint d’interrompre. Dès l’année suivante, le 20 octobre 1890, il obtient le poste d’assistant scientifique au cabinet des estampes de Dresde. Abraham Bredius, qu’il avait rencontré auparavant et avec lequel il a des échanges épistolaires, l’encourage à se spécialiser dans la peinture néerlandaise du XVIIe siècle. En 1891, après avoir consacré son mémoire au Groote Schouburgh d’Arnold Houbraken, Cornelis Hofstede de Groot obtient le titre de docteur en histoire de l’art.

### Début de carrière et publications
En 1891, Bredius, qui était alors le directeur de la Mauritshuis, l’invite à venir l’assister dans cette tâche. Leur collaboration aboutit à la publication, en 1895, d'un catalogue raisonné des collections du musée. L’année suivante, Hofstede de Groot quitte sa fonction à la Mauritshuis pour venir occuper celle de directeur du cabinet des estampes des Pays-Bas (le Rijksprentenkabinet) à Amsterdam ; au bout de deux ans, cependant, il démissionne, à la suite d'un sérieux différend l’opposant, sur des questions d'organisation, à son prédécesseur Johan Philip Van der Kellen (1831-1906), lequel bénéficie du soutien de Victor de Stuers (1843-1916). 
À partir de ce moment, Hofstede de Groot devient à Amsterdam un historien de l’art, chercheur et spécialiste indépendant, et gagne sa vie comme éditeur et expert dans son domaine. Il commence à publier un grand nombre d’articles dans la revue Oud Holland et dans le Repertorium für Kunstwissenschaft, et collabore au monumental dictionnaire biographique d’Ulrich Thieme et Felix Becker, l’Allgemeines Lexikon der bildenden Künstler en écrivant plus de soixante-dix biographies de peintres néerlandais. Il effectue de nombreux voyages en Europe afin d’étudier des collections privées et publiques d’art néerlandais, voyages au cours desquels il rassemble une impressionnante collection personnelle de peintures, dessins, médailles et autres objets d’art.
En 1897, il entame la publication, en collaboration avec le directeur du musée de Berlin Wilhelm von Bode, de huit volumes consacrés aux peintures de Rembrandt. Neuf ans plus tard, en 1906, année du trois-centième anniversaire de la naissance du peintre, il publie un ouvrage qui lui est consacré, Die Urkunden über Rembrandt, ainsi que le premier catalogue des dessins du maître. La même année, il se voit décerner, en même temps que d’autres spécialistes de Rembrandt – Wilhelm von Bode, Abraham Bredius, Jan Veth et Emile Michel – le titre de docteur honoris causa de l’Université d’Amsterdam.
En 1907, un poste prestigieux de professeur associé en histoire de l’art à Leyde est proposé à Hofstede de Groot, offre qu’il décline, insistant sur le fait que la ville où naquit Rembrandt mérite un professeur titulaire d’une chaire. La fonction sera remplie par Wilhelm Martin. La même année, cependant, une chaire d’histoire de l’art est créé à l’Université d’Utrecht, la première aux Pays-Bas, dont Willem Vogelsang sera le premier titulaire. C’est en 1907 également que commence la parution de son œuvre la plus importante, Beschreibendes und kritisches Verzeichnis der Werke der hervorragendsten holländischen Maler des XVII. Jahrhunderts, un imposant « catalogue raisonné » des tableaux des maîtres néerlandais du XVIIe, dont la publication se poursuivra jusqu’en 1928, et qui comptera en tout dix volumes.
À la fin de la première décennie du XIXe siècle, à la suite de la demande du millionnaire et collectionneur américain Peter Widener (1834/6-1915), qui a fait l’acquisition de quatre-vingt-treize tableaux de maîtres néerlandais pour la plupart, et qui suspecte cette collection de comporter plusieurs contrefaçons, Hofstede de Groot part pour les États-Unis, à Philadelphie, où, avec d’autres spécialistes, il réalise l’expertise de ces œuvres.

### LePortrait d'Élisabeth Bas– la Commission des Monuments
En 1911, une controverse oppose Hofstede de Groot à Abraham Bredius concernant l’attribution du Portrait d’Élisabeth Bas (tableau figurant dans les collections du Rijksmuseum à Amsterdam). Bredius est convaincu que le tableau en question doit être attribué à Ferdinand Bol, élève de Rembrandt, ce que Hofstede de Groot, qui pense que l’œuvre est de Rembrandt en personne, juge ridicule. Le débat entre les deux hommes est assez violent. À la suite de cette querelle, Bredius allait conserver une rancune tenace à l’encontre de Hofstede de Groot. Le tableau est aujourd’hui presque unamimement considéré comme une œuvre de Bol.
En plus de son travail d’éditeur et de chercheur, Hofstede de Groot prend en charge différentes responsabilités. En 1916, il devient membre de la Rijks Monumentencommissie (« Commission nationale des monuments) » et collabore à l’établissement de « listes provisoires » des monuments à travers les Pays-Bas. Il participe également au développement de la gestion muséale, en tant que membre de différents comités consultatifs. L’inflexibilité de son caractère lui vaut à plusieurs reprises de rencontrer des difficultés avec les personnes avec lesquelles il est amené à collaborer.
En 1919, lorsqu’est fondée la Rijkscommisie voor het Museumwezen (« Commission nationale pour les questions muséales »), Hofstede de Groot en devient le premier secrétaire. Mais son incapacité à embrasser des notions modernes en rapport avec l’art le pousse à démissionner presque aussitôt.

### Débat sur l'authenticité de certains «Rembrandt» et affaire du faux Frans Hals
En tant que spécialiste de Rembrandt, Hofstede de Groot s'implique de nouveau dans le débat relatif à l’authenticité des œuvres du maître. Après la publication controversée de Valentiner, Wiedergefundene Gemälde, en 1921, Hofstede de Groot défend farouchement le nombre avancé dans l’ouvrage de 690 Rembrandt authentiques contre l’opinion d’autres experts tels que Martin et Bredius, qui mettent en doute ce chiffre (Dans Rembrandt Gemälde, publié en 1935, Bredius estimait à 630 le nombre de Rembrandt authentiques).
Ses points de vue, Hofstede de Groot a pour habitude de les défendre, dans des brochures, des revues et des journaux, de façon violente et parfois même irrationnelle, sans s’en écarter d’un pouce face aux contre-arguments que l’on peut y opposer. Une discussion qui fait alors particulièrement parler d’elle concerne un faux Lachende Cavalier (« Cavalier riant »). La galerie Fred Muller & Co l’avait acheté en 1923 à un certain H.A. De Hasse, après l’avoir fait expertisé par Hofstede de Groot, lequel avait confirmé l'attribution de ce tableau à Frans Hals. Cette attribution est par la suite mise sérieusement en doute, si bien que l’affaire débouche sur un procès qui se tient en 1924 et 1925 ; l'opinion de Hofstede de Groot est contestée par trois autres experts, Willem Martin, sir Charles Holmes, directeur de la National Gallery de Londres, et Sheffer, un professeur de chimie de Delft, qui sont tous trois d’avis que la peinture est un faux du XIXe ou du XXe siècle. Au cours du procès, Hofstede de Groot défend mordicus la thèse de l’authenticité du tableau, mais le jugement rendu lui donne finalement tort. Cet épisode porte un sérieux discrédit sur sa réputation d’expert, et son intégrité est même à ce moment mise en doute,. Le « Frans Hals » était en fait l'œuvre du fameux faussaire Han Van Meegeren
Sans jamais avoir cessé de publier, Cornelis Hofstede de Groot meurt le 14 avril 1930 à La Haye. Il n’avait jamais été marié.

## Le catalogue raisonné et son importance
L’importance de Hofstede de Groot en tant qu’historien de l’art repose surtout sur la mise en ordre systématique des œuvres d’innombrables peintres néerlandais du XVIIe, travail en partie publié dans un impressionnant catalogue raisonné en dix volumes.
Le Beschreibendes und kritisches Verzeichnis der Werke der hervorragendsten holländischen Maler des XVII. Jahrhunderts, publié en langue allemande entre 1907 et 1928, est en fait la révision du travail publié par John Smith de 1829 à 1842, le Catalogue Raisonné of the Works of the Most Eminent Dutch, Flemish and French Painters. Hofstede de Groot choisit cependant de ne pas respecter tout à fait la structure du catalogue de Smith ; ainsi laisse-t-il de côté les peintres flamands (mais il ajoute toutefois Adriaen Brouwer) et français, les remplaçant par d’autres peintres néerlandais dont Smith ne parlait pas (notamment Frans Hals et Vermeer – ce qui confirme incidemment le fait que leur importance ne fut réévaluée que dans la seconde moitié du XIXe siècle ; l'influence de Thoré-Bürger sur ce choix est évident). En tout, ce sont les œuvres attribuées à quarante peintres qui sont recensées dans l'ouvrage de Hofstede de Groot (le même nombre pour Smith, 41 en comptant Andries Both, lequel est cependant classé dans le catalogue de Smith dans la même section que son frère Jan) :
| Peintre                      | École | Smith vol.                 | Smith nbre.         | Hofstede vol. | Hofstede nbre. |
| ---------------------------- | ----- | -------------------------- | ------------------- | ------------- | -------------- |
| Ludolf Bakhuizen             | PU    | 6 (1835) + suppl. 9 (1842) | 155 + 32            | 07 (1918)     | ?              |
| Nicolaes Berchem             | PU    | 5 (1834) + suppl. 9 (1842) | 341 + 80            | 09 (1926)     | ?              |
| Andries Both                 | PU    | 6 (1835) + suppl. 9 (1842) | classé avec J. Both | —             | —              |
| Jan Both                     | PU    | 6 (1835) + suppl. 9 (1842) | 129 + 26            | 09 (1926)     | ?              |
| Adriaen Brouwer              | PBM   | —                          | —                   | 03 (1910)     | 248            |
| Gonzales Coques              | PBM   | 4 (1833) + suppl. 9 (1842) | 33 + 13             | —             | —              |
| Albert Cuyp                  | PU    | 5 (1834) + suppl. 9 (1842) | 280 + 59            | 02 (1908)     | 816            |
| Pieter De Hooch              | PU    | 4 (1833) + suppl. 9 (1842) | 68 + 31             | 01 (1907)     | 329            |
| Gérard Dou                   | PU    | 1 (1829) + suppl. 9 (1842) | 140 + 78            | 01 (1907)     | 392            |
| Karel Dujardin               | PU    | 5 (1834) + suppl. 9 (1842) | 123 + 28            | 09 (1926)     | ?              |
| Carel Fabritius              | PU    | —                          | —                   | 01 (1907)     | 19             |
| Jean-Baptiste Greuze         | F     | 8 (1837) + suppl. 9 (1842) | 173 + 11            | —             | —              |
| Jan Hackaert                 | PU    | 6 (1835) + suppl. 9 (1842) | 23 + 4              | 09 (1926)     | ?              |
| Frans Hals                   | PU    | —                          | —                   | 03 (1910)     | 447            |
| Meindert Hobbema             | PU    | 6 (1835) + suppl. 9 (1842) | 127 + 29            | 04 (1911)     | 291            |
| Claude Lorrain               | F     | 8 (1837) + suppl. 9 (1842) | 425 + 19            | —             | —              |
| Nicolas Maes                 | PU    | 4 (1833) + suppl. 9 (1842) | 25 + 20             | 06 (1915)     | 572            |
| Gabriel Metsu                | PU    | 4 (1833) + suppl. 9 (1842) | 120 + 42            | 01 (1907)     | 250            |
| Caspar Netscher              | PU    | 4 (1833) + suppl. 9 (1842) | 81 + 39             | 05 (1912)     | 478            |
| Paulus Potter                | PU    | 5 (1834) + suppl. 9 (1842) | 103 + 28            | 04 (1911)     | 177            |
| Nicolas Poussin              | F     | 8 (1837) + suppl. 9 (1842) | 342 + 8             | —             | —              |
| Adam Pynacker                | PU    | 6 (1835) + suppl. 9 (1842) | 51 + 18             | 09 (1926)     | ?              |
| Rembrandt                    | PU    | 7 (1836) + suppl. 9 (1842) | 620 + 32            | 06 (1915)     | 988            |
| Pierre-Paul Rubens           | PBM   | 2 (1830) + suppl. 9 (1842) | 1371 + 418          | —             | —              |
| Rachel Ruysch                | PU    | 6 (1835) + suppl. 9 (1842) | 25 + 6              | 10 (1928)     | ?              |
| Godfried Schalcken           | PU    | 4 (1833) + suppl. 9 (1842) | 107 + 20            | 05 (1912)     | 385            |
| Jan Steen                    | PU    | 4 (1833) + suppl. 9 (1842) | 208 + 112           | 01 (1907)     | 889            |
| David Teniers le Jeune       | PBM   | 3 (1831) + suppl. 9 (1842) | 686 + 218           | —             | —              |
| Gerard Ter Borch             | PU    | 4 (1833) + suppl. 9 (1842) | 76 + 29             | 05 (1912)     | 464            |
| Jan Van de Cappelle          | PU    | —                          | —                   | 07 (1918)     | ?              |
| Adriaen Van de Velde         | PU    | 5 (1834) + suppl. 9 (1842) | 160 + 29            | 04 (1911)     | 387            |
| Willem Van de Velde le Jeune | PU    | 6 (1835) + suppl. 9 (1842) | 263 + 76            | 07 (1918)     | ?              |
| Jan Van der Heyden           | PU    | 5 (1834) + suppl. 9 (1842) | 126 + 30            | 08 (1923)     | ?              |
| Aert Van der Neer            | PU    | —                          | —                   | 07 (1918)     | ?              |
| Eglon Hendrik Van der Neer   | PU    | 4 (1833) + suppl. 9 (1842) | 36 + 7              | 05 (1912)     | 189            |
| Adriaen Van der Werff        | PU    | 4 (1833) + suppl. 9 (1842) | 127 + 38            | 10 (1928)     | ?              |
| Antoine Van Dyck             | PBM   | 3 (1831) + suppl. 9 (1842) | 844 + 127           | —             | —              |
| Jan Van Goyen                | PU    | —                          | —                   | 08 (1923)     | ?              |
| Jan Van Huysum               | PU    | 6 (1835) + suppl. 9 (1842) | 109 + 16            | 10 (1928)     | ?              |
| Willem van Mieris            | PU    | 1 (1829) + suppl. 9 (1842) | 79 + 83             | 10 (1928)     | ?              |
| Frans van Mieris l'Ancien    | PU    | 1 (1829) + suppl. 9 (1842) | 100 + 56            | 10 (1928)     | ?              |
| Adriaen Van Ostade           | PU    | 1 (1829) + suppl. 9 (1842) | 248 + 139           | 03 (1910)     | 923            |
| Isaac Van Ostade             | PU    | 1 (1829) + suppl. 9 (1842) | 69 + 44             | 03 (1910)     | 343            |
| Jacob Van Ruysdael           | PU    | 6 (1835) + suppl. 9 (1842) | 344 + 117           | 04 (1911)     | 1075           |
| Pieter Van Slingelandt       | PU    | 1 (1829) + suppl. 9 (1842) | 40 + 29             | 05 (1912)     | 193            |
| Johannes Vermeer             | PU    | —                          | —                   | 01 (1907)     | 54             |
| Jan Wijnants                 | PU    | —                          | —                   | 08 (1923)     | ?              |
| Philips Wouwerman            | PU    | 1 (1829) + suppl. 9 (1842) | 522 + 271           | 02 (1908)     | 1165           |
| Jan Wynants                  | PU    | 6 (1835) + suppl. 9 (1842) | 176 + 39            | —             | —              |

Son ouvrage bénéficie de la collaboration d’un grand nombre d' historiens de l’art, en majorité allemands : Wilhelm R. Valentiner, Kurt Freise, Kurt Erasmus, Eduard Plietzsch, Karl Lilienfeld, Heinrich Wichmann, Otto Hirschmann, Hans Kauffmann, Wolfgang Stechow, Kurt Bauch et Elisabeth Neurdenburg (la seule Néerlandaise).
Cet ouvrage, ainsi que les quelques centaines d’articles que Hofstede de Groot consacra à la peinture néerlandaise du siècle d’or, ont certes quelque peu vieilli mais, encore aujourd'hui, ils servent de référence quasiment incontournable pour des recherches plus poussées dans le domaine.

## Critique de l'œuvre
D’un point de vue méthodologique, Hofstede de Groot était fortement dépendant de l’analyse stylistique et de l’intuition visuelle. Selon Horst Gerson, qui fut l’assistant de Hofstede de Groot à partir de 1928, dans un in memoriam consacré à Wolfgang Stechow, Hofstede de Groot privilégiait fréquemment ses jugements stylistiques au détriment de l’iconographie.

## Le sort de la documentation de C. Hofstede de Groot
À la fin de sa vie, Hofstede de Groot avait rassemblé une énorme collection de photographies et de reproductions d’œuvres d’art, des documents et des milliers de catalogues de musées, d’exposition et de ventes. Cette collection était (et est toujours) accessible aux étudiants et aux chercheurs. En 1926, il fit don de cet important fonds d’archives à l’État néerlandais. Ce fonds est à la base de la collection du Rijksbureau voor Kunsthistorische Documentatie de La Haye, qui ouvrit ses portes en 1932, et où d’autres fonds de documentation trouvèrent leur destination. De vieilles rancœurs persistèrent même après la mort de Hofstede de Groot ; ainsi, la rancune que Bredius lui gardait était-elle si tenace qu’il refusa de s’adresser aux responsables du Rijksbureau voor Kunsthistorische Documentatie sinon en dehors des murs qui abritent la documentation de son véhément collègue historien de l’art.

## Le sort des œuvres d’art réunies par C. Hofstede de Groot
Dès 1906, Hofstede de Groot fait don au Rijksprentenkabinet, le département des estampes du Rijksmuseum d’Amsterdam, de 65 dessins de Rembrandt provenant de sa collection personnelle.
En 1914, il fait don d’une grande partie de sa collection de peintures et de dessins à la ville de Groningue, où ces œuvres sont aujourd’hui conservée au Groninger Museum. Il s’agit de peintures de Rubens, Carel Fabritius, Willem Kalf, Ludolph De Jong, Jacob Jordaens, Michael Sweerts, et de dessins de Rembrandt, Albert Cuyp, Jan Van Goyen, Philips Koninck et Jacob van Ruisdael.
Il légua par ailleurs ses médailles italiennes au musée municipal de La Haye. Des dons plus modestes furent également faits aux musées de Haarlem et Leyde.

## Publications de Cornelis Hofstede de Groot
- (nl) Pour une liste visant à l'exhaustivité, voir H. Gerson, « Lijst van geschriften van Dr Corn. Hofstede de Groot », dans  Handelingen van de Maatschappij der Nederlandsche Letterkunde te Leiden en Levensberichten harer afgestorven medeleden, 1930-1931, E.J. Brill, Leyde, 1931, p. 126-155 (p. 99-125 consacrées à sa biographie par H.E. Van Gelder). – En ligne sur le site de la Digitale bibliotheek voor de Nederlandse letteren (DBNL), consulté le 1/7/2009.
- (de) Arnold Houbraken in seiner Bedeutung für die holländische Kunstgeschichte. Zugleich eine Quellenkritik der Houbrakenschen Groote Schouburgh, M. Nijhoff, La Haye, 1891.
- (de) Arnold Houbraken und seine “Groote Schouburgh” kritisch beleuchtet, Martinus Nijhoff, La Haye, 1893.
- (de) Die holländische Kritik der jetzigen Rembrandt-forschung und neuest wiedergefundene Rembrandtbilder, Deutsche Verlags-anstalt, Stuttgart, 1922.
- (de) Beschreibendes und kritisches Verzeichnis der Werke der hervorragendsten holländischen Maler des XVII. Jahrhunderts : nach dem Muster John Smith’s catalogue raisonné, assisté de O. Hirschmann, W. Stechow et K. Bauch, 10 volumes, Paul Neff, Esslingen am Neckar, 1907-1928. – Réédition : Somerset House, Teaneck (New Jersey), 1976.
- (en) A Catalogue Raisonné of the Works of the Most Eminent Dutch Painters of the Seventeenth Century : based on the Work of John Smith, 8 volumes, traduit et édité par Edward G. Hawke, Macmillan, Londres (les volumes 9 et 10 n’ont pas été traduits). Volumes I (1908), II (1909), III (1910), IV (1912), V (1913), VI (1916) en ligne sur le site The Internet Archive.